# Platforma prekambryjska
Platforma prekambryjska (proterozoiczna) – fragment płyty kontynentalnej, której podłoże (fundament) zostało ukształtowane w prekambrze i tworzą go skały wulkaniczne i metamorficzne. Jest pokryta warstwami skał dolnego paleozoiku i mezozoiku. W Europie taką jednostką jest platforma wschodnioeuropejska.

## Elementy platformy
- Tarcza kontynentalna – fragment platformy prekambryjskiej gdzie fundament wulkaniczny występuje na powierzchni. Tarcze tworzą zazwyczaj najstarsze części kontynentu bogate w surowce mineralne (Wyniesienie mazursko-suwalskie).
- Płyta tektoniczna – element platformy prekambryjskiej, gdzie fundament wulkaniczny przykryty jest młodszymi skałami osadowymi.

## Jednostki niższego rzędu
- Antykliza – część platformy prekambryjskiej, gdzie następuje podniesienie podłoża wulkanicznego prekambryjskiego, połączone z redukcją miąższości.
- Synekliza – część platformy prekambryjskiej, gdzie następuje obniżenie podłoża połączone z pełnymi miąższościami  pokrywy osadowej.

## Piętra strukturalne
- Piętro prekambryjskie zbudowane ze sfałdowanych i zmetamorfizowanych skał oraz licznych intruzji magmowych.
- Piętro paleozoiczne – reprezentowane jest przez skały osadowe od kambru do karbonu, włącznie w strefach synekliz, oraz przez dolny paleozoik, kambr, sylur w strefach antekliz.
- Piętro mezo-kenozoiczne – tworzy je cienka pokrywa mezozoiku (trias i jura) oraz leżące zgodnie utwory kenozoiku.